# Grup de l'adelita-descloizita
El grup de l'adelita-descloizita és un grup de minerals que inclou diversos arsenats, vanadats, silicats i fosfats, que cristal·litzen en el sistema ortoròmbic. Dins d'aquest grup els siliciats són rars i els fosfats molt rars. Cristal·logràficament es subdivideixen en un grup amb el grup espacial P212121 (membres de tipus adelita) i un altre grup amb el grup espacial Pnma (membres de tipus descloizita). Les sèries de solució sòlida són molt comunes entre les espècies del grup.
El grup està integrat per disset espècies minerals: adelita, arsendescloizita, austinita, čechita, cobaltaustinita, conicalcita, descloizita, duftita, duftita-alfa, gabrielsonita, gottlobita, hermannroseïta, mottramita, niquelaustinita, pirobelonita, tangeïta i vuagnatita.
| Espècie          | Fórmula         |
| ---------------- | --------------- |
| Adelita          | CaMg(AsO₄)(OH)  |
| Arsendescloizita | PbZn(AsO₄)(OH)  |
| Austinita        | CaZn(AsO₄)(OH)  |
| Čechita          | PbFe2+(VO₄)(OH) |
| Cobaltaustinita  | CaCo(AsO₄)(OH)  |
| Conicalcita      | CaCu(AsO₄)(OH)  |
| Descloizita      | PbZn(VO₄)(OH)   |
| Duftita          | PbCu(AsO₄)(OH)  |
| Duftita-alfa     | PbCu(AsO₄)(OH)  |

| Espècie         | Fórmula         |
| --------------- | --------------- |
| Gabrielsonita   | PbFe3+(As3+O₃)O |
| Gottlobita      | CaMg(VO₄)(OH)   |
| Hermannroseïta  | CaCu(PO₄)(OH)   |
| Mottramita      | PbCu(VO₄)(OH)   |
| Niquelaustinita | CaNi(AsO₄)(OH)  |
| Pirobelonita    | PbNi2+(VO₄)(OH) |
| Tangeïta        | CaCu(VO₄)(OH)   |
| Vuagnatita      | CaAl(SiO₄)(OH)  |

## Classificació
Segons la classificació de Nickel-Strunz, tots els minerals del grup de l'adelita-descloizita, excepte la vuagnatita, pertanyen a "08.BH: Fosfats, etc. amb anions addicionals, sense H₂O, amb cations de mida mitjana i gran, (OH, etc.):RO₄ = 1:1» juntament amb els següents minerals: durangita, isokita, lacroixita, maxwellita, panasqueiraïta, tilasita, drugmanita, bjarebyita, cirrolita, kulanita, penikisita, perloffita, johntomaïta, bertossaïta, palermoïta, carminita, sewardita, bayldonita, vesignieïta, paganoïta, jagowerita, carlgieseckeïta-(Nd), attakolita i leningradita.
La vuagnatita, l'únic silicat del gerup, segons la mateixa classificació pertany a «09.AG: Estructures de nesosilicats (tetraedres aïllats) amb anions addicionals; cations en coordinació > [6] +- [6]» juntament amb els següents minerals: abswurmbachita, braunita, neltnerita, braunita-II, långbanita, malayaïta, titanita, vanadomalayaïta, natrotitanita, cerita-(Ce), cerita-(La), aluminocerita-(Ce), trimounsita-(Y), yftisita-(Y), sitinakita, kittatinnyita, natisita, paranatisita, törnebohmita-(Ce), törnebohmita-(La), kuliokita-(Y), chantalita, mozartita, hatrurita, jasmundita, afwillita, bultfonteinita, zoltaiïta i tranquillityita.

## Jaciments
Els minerals del grup de l'adelita-descloizita, tot i no tractar-se sovint d'espècies gaire comunes, han estat trobades a tots els continents del planeta a excepció de l'Antàrtida. Als territoris de parla catalana se n'han trobat les següents espècies: 
- Austinita: a Can Pei, dins la localitat de Montferrer (Ceret, Pirineus Orientals); i a la mina Linda Mariquita, a la localitat d'El Molar (Priorat).
- Čechita: a la mina Maria Magdalena, a la localitat d'Ulldemolins (Priorat), on s'han trobat els millors exemplars de l'espècie de tot el planeta.[2]
- Conicalcita: a Mas Vicenç, a Fontcouverte (Ceret, Pirineus Orientals); a Can Pei (Ceret, Pirineus Orientals); a la mina Saint-Louis de Penalts i a Can Pubill, tots dos indrets a Prats de Molló i la Presta (Ceret, Pirineus Orientals); a la mina Eureka, al poble de Castell-estaó, dins La Torre de Cabdella (Pallars Jussà); a la mina Atrevida, al municipi de Vimbodí i Poblet (Conca de Barberà); a la mina Linda Mariquita, a la localitat d'El Molar (Priorat); a la mina Càndida, a Falset (Priorat); a la mina Lealtad, a Xóvar (Alt Palància); a les mines de Brezal, a Pavies (Alt Palància); a la mina La Preciosa, a La Vall d'Almonesir (Alt Palància); a la mina La Murta, a la localitat de La Vall d'Uixó (Plana Baixa); i a les mines La Amorosa i Cueva de la Guerra Antigua, totes dues a Vilafermosa (Alt Millars).
- Descloizita: només a la mina Maria Magdalena, a Ulldemolins (Priorat).
- Duftita: a la mina Les Ferreres, a Rocabruna (Camprodon, Ripollès); i a la mina Linda Mariquita, a la localitat d'El Molar (Priorat).
- Mottramita: a la mina Linda Mariquita, a El Molar (Priorat); i a la mina Balcoll, a Falset (Priorat).